# Оберон (сателит)
Оберон или Уран IV је други највећи сателит Урана. Међу „главним“ сателитима Урана, Оберон је најудаљенији од матичне планете. Открио га је, заједно са суседном Титанијом, Вилхелм Хершел 1787. године. Сателити су названи по краљу и краљици вила из Шекспирове комедије „Сан летње ноћи“.‍:201–203

## Особине
Оберон је састављен од стеновитог материјала и леда, а велике осцилације у опозицији указују на то да је тај материјал порозан. Оберон се налази у синхроној орбити око Урана (односно, окренут је ка Урану увек истом страном) услед чега је водећа страна Оберона црвенија од пратеће стране, највероватније услед сакупљања међупланетарне прашине на водећој страни.

### Површинске структуре
Структуре на Оберону носе имена трагичних Шекспирових ликова.Површина Оберона је стара, није изглађена лавом богатом водом као што је то случај са Мирандом или Аријелом.
Површина Оберона је тамна, али су неки од већих кратера центри светлих зракова који се од њих радијално шире. У Отелу, Фалстафу и Хамлету се налази тамнији материјал, који вероватно представља мешавину леда и угљеничног материјала из унутрашњости. Кратери на Оберону су:‍:203
| Назив    | Ширина (југ) | Дужина (исток) | Пречник (km) |
| -------- | ------------ | -------------- | ------------ |
| Антоније | 27,5         | 65,4           | 47           |
| Кориолан | 11,4         | 345,2          | 120          |
| Лир      | 5,4          | 31,4           | 126          |
| Магбет   | 58,4         | 112,5          | 203          |
| Отело    | 66,0         | 42,9           | 113          |
| Ромео    | 28,7         | 89,4           | 159          |
| Фалстаф  | 22,1         | 19,0           | 124          |
| Хамлет   | 46,1         | 44,4           | 206          |
| Цезар    | 26,6         | 61,1           | 76           |

На хоризонту Оберона је Војаџер 2 снимио планину високу најмање 6 km (планина је уочљива управо зато што је снимљена на хоризонту). Да ли је у питању нека изузетна одлика или не, не може се са сигурношћу рећи.‍:203
Још једна значајна појава је чазма (кањон) Момур, дужине 500 km.

## Популарна култура
У песми Пинк Флојда „Astronomi Domine“ помињу се Уранови сателити Оберон, Миранда и Титанија.